# Дети Луны
«Дети Луны» — «фильма четвёртая», четвёртая книга из серии Бориса Акунина «Смерть на брудершафт». Издана в 2008 году.

## Содержание
После окончания учёбы в школе контрразведки Алексей Романов, получивший уже чин прапорщика, вызывается к шефу Отдельного корпуса жандармов, который поручает ему проведение операции по выявлению источника утечки секретных сведений из Главного артиллерийского управления. Для этого главному герою необходимо проникнуть в круг декадентов и стать в нём своим.

## Основные персонажи
- Алексей Романов — прапорщик, сотрудник контрразведки
- Князь Козловский — ротмистр, сотрудник контрразведки
- Владимир Жуковский — шеф жандармов (прототип — Владимир Джунковский)
- Алина (Алла) Шахова — морфинистка, дочь подполковника Шахова
- Подполковник Шахов — сотрудник Генштаба, двойной агент
- Селен — поэт
- Аспид — акробат в кабаре «Дети Луны»
- Люба — цирковая артистка
- Хулио Фомич — ресторатор, владелец кабаре, уругвайский подданный